# تری‌بروموسیلان
تری برومو سیلان (به انگلیسی: Tribromosilane) یک ترکیب شیمیایی با شناسه پاب‌کم ۸۲۲۴۴ است.